# Ngày em đẹp nhất
Ngày em đẹp nhất (tiếng Hàn: 너의 결혼식, tiếng Anh: On Your Wedding Day) là một bộ phim điện ảnh Hàn Quốc thuộc thể loại hài – lãng mạn – chính kịch ra mắt vào năm 2018 do Lee Seok-geun viết kịch bản kiêm đạo diễn, với sự tham gia diễn xuất của hai diễn viên chính Park Bo-young và Kim Young-kwang. Tác phẩm là câu chuyện về tình bạn cũng như tình cảm của hai sinh viên Seung-hee và Woo-yeon dành cho nhau trong 10 năm.
Ngày em đẹp nhất có buổi công chiếu tại Hàn Quốc vào ngày 22 tháng 8 năm 2018, và được ra mắt tại Việt Nam vào ngày 7 tháng 9 cùng năm.

## Nội dung
Hwan Seung-hee và Hwang Woo-yeon quen nhau từ khi còn là học sinh trung học. Woo-yeon thích Seung-hee nhưng không biết cô bạn của mình có thích mình hay không. Sau khi tốt nghiệp đại học, cả hai bắt đầu có những hướng đi riêng và rồi một ngày, Woo-yeon nhận được thiệp mời đám cưới từ mối tình đầu của mình. Từ đây, Woo-yeon bỗng chốc loay hoay khi phải giải quyết về cảm xúc hỗn độn giữa niềm vui cho hạnh phúc của Seung-hee và nỗi tiếc nuối khôn nguôi về một tình yêu chưa bao giờ được bày tỏ trong suốt mười năm qua.

## Diễn viên
- Park Bo-young trong vai Hwan Seung-hee
- Kim Young-kwang trong vai Hwang Woo-yeon
- Kang Ki-young trong vai Ok Geun-nam
- Ko Kyu-pil trong vai Goo Gong-ja
- Jang Sung-bum trong vai Choi Su-pyo
- Cha Yup trong vai Lee Taek-gi
- Seo Eun-soo trong vai Park Min-kyung[4]
- Bae Hae-sun trong vai mẹ của Seung-hee
- Jeon Bae-soo trong vai bố của Seung-hee
- Ahn Gil-kang trong vai bố của Woo-yeon
- So Hee-jung trong vai mẹ của Woo-yeon
- Kim Hyun-sook trong vai bà Min
- Im Hyung-joon trong vai ông Bae
- Ha Jun trong vai chú rể của Seung-hee
- Song Jae-rim trong vai Lee Yoon-geun
- Shin So-yul trong vai Kim So-jung

## Sản xuất
Việc sản xuất tiền kỳ cho bộ phim được bắt đầu vào năm 2015, với Kang Ha-neul được chọn để vào vai chính trong phim, song anh đã từ chối do kẹt lịch và vai diễn sau này được chuyển cho Kim Young-kwang. Trước khi đến với vai diễn chính trong phim, cả Young-kwang và Bo-young đều từng đóng chung trong bộ phim Hot Young Bloods.
Bộ phim được khởi quay từ ngày 18 tháng 9 đến 3 tháng 12 năm 2017.

## Giải thưởng và đề cử
| Giải thưởng                                | Hạng mục                         | Người nhận giải | Kết quả   | Nguồn  |
| ------------------------------------------ | -------------------------------- | --------------- | --------- | ------ |
| Giải thưởng điện ảnh Daejong lần thứ 55    | Đạo diễn mới xuất sắc nhất       | Lee Seok-geun   | Đề cử     | [ 9 ]  |
| Giải Seoul lần thứ 2                       | Nữ diễn viên chính xuất sắc nhất | Park Bo-young   | Đề cử     | [ 10 ] |
| Giải Seoul lần thứ 2                       | Diễn viên mới xuất sắc nhất      | Kim Young-kwang | Đề cử     | [ 10 ] |
| Giải thưởng điện ảnh Rồng Xanh lần thứ 39  | Nữ diễn viên chính xuất sắc nhất | Park Bo-young   | Đề cử     | [ 11 ] |
| Giải thưởng điện ảnh Rồng Xanh lần thứ 39  | Diễn viên mới xuất sắc nhất      | Kim Young-kwang | Đề cử     | [ 11 ] |
| Giải thưởng điện ảnh Rồng Xanh lần thứ 39  | Ngôi sao nổi tiếng               | Kim Young-kwang | Đoạt giải | [ 12 ] |
| Giải thưởng nghệ thuật Baeksang lần thứ 55 | Diễn viên mới xuất sắc nhất      | Kim Young-kwang | Đoạt giải | [ 13 ] |
| Giải thưởng nghệ thuật Baeksang lần thứ 55 | Đạo diễn mới xuất sắc nhất       | Lee Seok-geun   | Đề cử     | [ 14 ] |

## Bản làm lại
Bộ phim được làm lại tại Trung Quốc với tựa đề Hôn lễ của em. Tác phẩm được ra mắt vào ngày 30 tháng 4 năm 2021. Ngày 23 tháng 6 năm 2021, bộ phim được dự kiến sẽ làm lại dưới hình thức webtoon.